# Lake Holm (Washington)
Lake Holm es un lugar designado por el censo ubicado en el condado de King en el estado estadounidense de Washington. En el año 2010 tenía una población de 3.221 habitantes.

## Geografía
Lake Holm se encuentra ubicado en las coordenadas 47°18′23″N 122°7′48″O / 47.30639, -122.13000.